# エレナ・ハベルコバ
エレナ・ハベルコバ（チェコ語: Helena Havelková, 現姓・グロゼル、1988年7月25日 - ）は、チェコ共和国の女子バレーボール選手。チェコ代表。

## 来歴
フリードラント出身。
攻撃力・守備力をともに兼ね備えたアタッカーとして、近年のチェコのナショナルチームの中心選手として活躍している。2010年には日本で行われた世界選手権にナショナルチームの一員として参加し、バレーボール3大大会初出場を果たした。
2023年はプエルトリコでプレーしている。

## 人物
- 2024年にギョルギ・グロゼルと結婚し[2]、活動名をエレナ・グロゼル（Helena Grozer）に変更した。
- 継子のリアナ・グロゼル（ドイツ語版）はドイツ女子代表選手。2025年ネーションズリーグでは「親子対決」が実現した[3]。

## 球歴
- 2010年 世界選手権（15位）

## 受賞歴
- 2011年 ヨーロッパリーグ ベストスコアラー
- 2012年 ヨーロッパリーグ ベストレシーバー
- 2015年 2014-15欧州チャンピオンズリーグ ベストアウトサイドヒッター

## 所属クラブ
- Slavia Praha（2004-2007年）
- Sassuolo Volley（2007-2009年）
- FVブスト・アルシーツィオ（2009-2012年）
- ディナモ・クラスノダール（2012-2013年）
- エジザージュバシュ（2013-2014年）
- FVブスト・アルシーツィオ（2014-2015年）
- KPS Chemik Police（2015-2016年）
- 上海女排（2016-2017年）
- ヴェロ・バレー・ミラノ（2017-2018年）
- ディナモ・モスクワ（2018-2020年）
- ウェルスプラネット・ペルージャ（2020-2022年）
- Cangrejeras de Santurce（2023年-）